# Liga Colombiana de Béisbol Profesional 2010-11
La Liga Colombiana de Béisbol Profesional 2010-11 debía ser la 35ª edición del torneo con la expansión de 4 a 6 equipos debutando equipos de las ciudades de Bogotá y Medellín, además de Cali por el traslado de sede del  equipo Toros de Sincelejo a dicha ciudad. El torneo fue cancelado el 8 de diciembre por el fuerte invierno en Colombia que causó inundaciones en todo el país y daños en carreteras.

## Sistema de juego
La primera fase llamada temporada regular la jugarían los seis equipos inscritos entre sí. Luego se jugaría un Pre-Play Off en donde se enfrentarían los cuatro mejores equipos de la tabla de posiciones de la fase regular, los ganadores de cada serie accederían al Play Off Final se coronaría como campeón al equipo que ganara 4 de 7 juegos programados desde el 22 al 30 de enero del 2011.
| Equipo                   | Fundación | Departamento    | Ciudad           | Estadio                         | Capacidad |
| Caimanes de Barranquilla | 1984      | Atlántico       | Barranquilla     | Estadio Tomás Arrieta           | 8 000     |
| Tigres de Cartagena      | 1996      | Bolívar         | Cartagena        | Estadio Once de Noviembre       | 12 000    |
| Leones de Montería       | 2003      | Córdoba         | Montería         | Estadio 18 de Junio             | 11 000    |
| Toros de Cali            | 2003      | Valle del Cauca | Santiago de Cali | Estadio Miguel Chávez del Valle | 4 000     |
| Potros de Medellín       | 2009      | Antioquia       | Medellín         | Estadio Luis Alberto Villegas   | 8 000     |
| Águilas de Bogotá        | 2009      | Bogotá          | Bogotá           | Estadio Hermes Barros Cabas     | 2 700     |

## Temporada regular
Desde el 22 de octubre del 2010. Cancelado el 8 de diciembre del 2010.

### Posiciones
Al momento de ser cancelado el torneo estas eran las posiciones del torneo
| Pos | Equipo                   | JJ | JG | JP | AVG. | Dif |
| --- | ------------------------ | -- | -- | -- | ---- | --- |
| 1.  | Caimanes de Barranquilla | 31 | 20 | 11 | .645 | --  |
| 2.  | Leones de Montería       | 31 | 18 | 13 | .581 | 2.0 |
| 3.  | Toros de Cali            | 28 | 14 | 14 | .500 | 4.5 |
| 4.  | Tigres de Cartagena      | 26 | 12 | 14 | .462 | 5.5 |
| 5.  | Águilas de Bogotá        | 28 | 12 | 16 | .429 | 6.5 |
| 6.  | Potros de Medellín       | 30 | 11 | 19 | .367 | 8.5 |

|  | Clasificados al Pre-Play Off. |
|  | Eliminado.                    |